# Portugália közigazgatása

## Kerületek
Portugália 1976 óta 18 kerületből (portugálul distrito) áll:
|     | Kerület          | Terület (km²) | Népesség  | Székhely         |
| --- | ---------------- | ------------- | --------- | ---------------- |
| 1.  | Lisszabon        | 2.800         | 2.135.992 | Lisszabon        |
| 2.  | Leiria           | 3.515         | 459.450   | Leiria           |
| 3.  | Santarém         | 6.747         | 475.344   | Santarém         |
| 4.  | Setúbal          | 5.064         | 788.459   | Setúbal          |
| 5.  | Beja             | 10.225        | 161.211   | Beja             |
| 6.  | Faro             | 4.960         | 395.208   | Faro             |
| 7.  | Évora            | 7.393         | 173.408   | Évora            |
| 8.  | Portalegre       | 6.065         | 127.018   | Portalegre       |
| 9.  | Castelo Branco   | 6.675         | 208,070   | Castelo Branco   |
| 10. | Guarda           | 5.518         | 173.716   | Guarda           |
| 11. | Coimbra          | 3.947         | 441.245   | Coimbra          |
| 12. | Aveiro           | 2.808         | 713.578   | Aveiro           |
| 13. | Viseu            | 5.007         | 394.927   | Viseu            |
| 14. | Bragança         | 6.608         | 148.808   | Bragança         |
| 15. | Vila Real        | 4.328         | 223.731   | Vila Real        |
| 16. | Porto            | 2.395         | 1.781.826 | Porto            |
| 17. | Braga            | 2.673         | 831.368   | Braga            |
| 18. | Viana do Castelo | 2,255         | 252,011   | Viana do Castelo |
|     | Azori-szigetek   | 2.346         | 241.763   | Ponta Delgada    |
|     | Madeira          | 828           | 245.806   | Funchal          |

Az ország két autonóm körzete ezen kívül az Azori-szigetek és Madeira.

## NUTS

### NUTS I
1998-ban népszavazást tartottak arról, hogy az új uniós felosztásban legyenek-e Portugáliában adminisztratív régiók. A részvétel alacsony, kevesebb mint 50%-os volt, de a „nem” győzött, így nem hozták létre az adminisztratív régiókat.
A kontinentális terület ezért egyetlen NUTS I régiót alkot. A másik két régió az autonóm Azori-szigetek és Madeira.

### NUTS II és NUTS III

Portugália NUTS II felosztása

Portugália NUTS III felosztása

Az ország 7 NUTS II és 28 NUTS III statisztikai egységre oszlik.
| NUTS 1                     | NUTS 1 | NUTS 2         | NUTS 2 | NUTS 3                | NUTS 3 |
| Országrész                 | Kód    | Régió          | Kód    | Szubrégió             | Kód    |
| -------------------------- | ------ | -------------- | ------ | --------------------- | ------ |
| Szárazföldi terület        | PT1    | Norte          | PT11   | Minho-Lima            | PT111  |
| Szárazföldi terület        | PT1    | Norte          | PT11   | Cávado                | PT112  |
| Szárazföldi terület        | PT1    | Norte          | PT11   | Ave                   | PT113  |
| Szárazföldi terület        | PT1    | Norte          | PT11   | Grande Porto          | PT114  |
| Szárazföldi terület        | PT1    | Norte          | PT11   | Tâmega                | PT115  |
| Szárazföldi terület        | PT1    | Norte          | PT11   | Entre Douro e Vouga   | PT116  |
| Szárazföldi terület        | PT1    | Norte          | PT11   | Douro                 | PT117  |
| Szárazföldi terület        | PT1    | Norte          | PT11   | Alto Trás-os-Montes   | PT118  |
| Szárazföldi terület        | PT1    | Algarve        | PT15   |                       | PT150  |
| Szárazföldi terület        | PT1    | Centro         | PT16   | Baixo Vouga           | PT161  |
| Szárazföldi terület        | PT1    | Centro         | PT16   | Baixo Mondego         | PT162  |
| Szárazföldi terület        | PT1    | Centro         | PT16   | Pinhal Litoral        | PT163  |
| Szárazföldi terület        | PT1    | Centro         | PT16   | Pinhal Interior Norte | PT164  |
| Szárazföldi terület        | PT1    | Centro         | PT16   | Dâo-Lafôes            | PT165  |
| Szárazföldi terület        | PT1    | Centro         | PT16   | Pinhal Interior Sul   | PT166  |
| Szárazföldi terület        | PT1    | Centro         | PT16   | Serra da Estrela      | PT167  |
| Szárazföldi terület        | PT1    | Centro         | PT16   | Beira Interior Norte  | PT168  |
| Szárazföldi terület        | PT1    | Centro         | PT16   | Beira Interior Sul    | PT169  |
| Szárazföldi terület        | PT1    | Centro         | PT16   | Cova da Beira         | PT16A  |
| Szárazföldi terület        | PT1    | Centro         | PT16   | Oeste                 | PT16B  |
| Szárazföldi terület        | PT1    | Centro         | PT16   | Médio Tejo            | PT16C  |
| Szárazföldi terület        | PT1    | Lisszabon      | PT17   | Grande Lisboa         | PT171  |
| Szárazföldi terület        | PT1    | Lisszabon      | PT17   | Península de Setúbal  | PT172  |
| Szárazföldi terület        | PT1    | Alentejo régió | PT18   | Alentejo Litoral      | PT181  |
| Szárazföldi terület        | PT1    | Alentejo régió | PT18   | Alto Alentejo         | PT182  |
| Szárazföldi terület        | PT1    | Alentejo régió | PT18   | Alentejo Central      | PT183  |
| Szárazföldi terület        | PT1    | Alentejo régió | PT18   | Baixo Alentejo        | PT184  |
| Szárazföldi terület        | PT1    | Alentejo régió | PT18   | Lezíria do Tejo       | PT185  |
| Região Autónoma dos Açores | PT2    |                | PT20   |                       | PT200  |
| Região Autónoma da Madeira | PT3    |                | PT30   |                       | PT300  |

## Történelmi tartományok

### A 19. században
A 19. században Portugália közigazgatásilag 6 „comarca”-szra, mai megfelelőjében megyére, volt osztva:
- Alentejo
- Algarve
- Beira
- Entre Douro e Minho
- Estremadura
- Trás-os-Montes e Alto Douro

### 1936-1976
Portugália tizenegy történelmi tartománya (portugálul antiga província vagy região natural) 1936-tól 1976-ig volt hivatalosan közigazgatási egység.
- Algarve
- Alto Alentejo
- Baixo Alentejo
- Beira Alta
- Beira Baixa
- Beira Litoral
- Douro Litoral
- Estremadura
- Minho
- Ribatejo
- Trás-os-Montes e Alto Douro